# Diplagnostidae
A Diplagnostidae a háromkaréjú ősrákok (Trilobita) osztályának az Agnostida rendjébe, ezen belül az Agnostina alrendjébe tartozó család.

## Rendszerezés
A családba az alábbi alcsaládok és nemek tartoznak:
- Diplagnostinae Whitehouse, 1936
  - Acadagnostus
  - Baltagnostus
  - Diplagnostus
  - Dolichoagnostus
  - Iniospheniscus
  - Linguagnostus
  - Oedorhachis
  - Tasagnostus
- Oidalagnostinae Öpik, 1967
  - Cristagnostus
  - Oidalagnostus
- Pseudagnostinae Whitehouse, 1936
  - Agnostotes
  - Denagnostus
  - Litagnostus
  - Nahannagnostus
  - Neoagnostus
  - Oxyagnostus
  - Pseudagnostus
  - Rhaptagnostus
  - Trisulcagnostus
  - Xestagnostus